# 1892 en science
| Années de la science : 1889 - 1890 - 1891 - 1892 - 1893 - 1894 - 1895    |
| Décennies de la science : 1860 - 1870 - 1880 - 1890 - 1900 - 1910 - 1920 |

Cet article présente les faits marquants de l'année 1892 en science.

## Événements
- 7 février : la plus basse température jamais enregistrée officiellement sur Terre (hors Antarctique) l'est à Verkhoïansk, en Sibérie : −67,8 °C[1].
- 12 février : dans un article présenté devant l'Académie des sciences de Saint-Pétersbourg, le biologiste russe Dmitri Ivanovski rapporte que la maladie de la mosaïque du tabac est causée par un agent infectieux plus petit qu'une bactérie. C'est la première description d'un virus[2].

- 28 mai : le naturaliste américain d’origine écossaise John Muir fonde l'organisation environnementale Sierra Club à San Francisco, aidé par un groupe de professeurs de l'Université de Californie à Berkeley et de l'Université Stanford[3].

- 8 juillet : fondation de l'Association de psychologie américaine (American Psychological Association, APA)[4].

- 20 juillet : départ de Leith, port d'Édimbourg d'une l'expédition cartographique conduite par Charles Rabot à bord d'un aviso de 1600 tonneaux, La Manche. Elle atteint l'île Jan Mayen (26 juillet), le (1er août) et l'île du Prince-Charles[5],[6]. Les biologistes Georges Pouchet et Auguste Pettit font aussi partie de l'expédition[7].

- 9 septembre : découverte par l'astronome américain Edward Emerson Barnard, à l'observatoire Lick, du premier satellite non galiléen de Jupiter[8], nommé plus tard Amalthée.

- Octobre : le paléontologue canadien Joseph Frederick Whiteaves décrit dans un article publié dans The Canadian Record of Science, l'Anomalocaris, un arthropode fossile découvert dans les schistes de Burgess en 1886[9].
- 28 novembre : Isabella Bird devient la première femme à entrer à la Royal Geographical Society[10].

- L'astronome américaine Dorothea Klumpke devient directrice des travaux de mesure relatifs à la Carte du Ciel à l'Observatoire de Paris de 1892 à 1901[11].

- Le biologiste allemand Hans Driesch sépare les cellules individuelles d’un embryon d'oursin de mer de deux cellules et démontre que chaque cellule se développe en un individu complet. Par cela, il donne la preuve contre la théorie de la préformation et il démontre que chaque cellule est « totipotente », contenant toute l'information héréditaire nécessaire pour former un individu[12]. La même année biologiste allemand August Weismann développe sa théorie sur l'héritage basée sur l'immortalité du plasma germinal[13].

- Le docteur Paul Girod découvre l'abri du Poisson en Dordogne où il reconnaît un niveau aurignacien[14].

### Technologie
- 12 février : Léon Bouly (1862-1932) dépose un brevet (n° 219 350) pour un appareil de prises de vues et de projection, le « Cynématographe »[15].

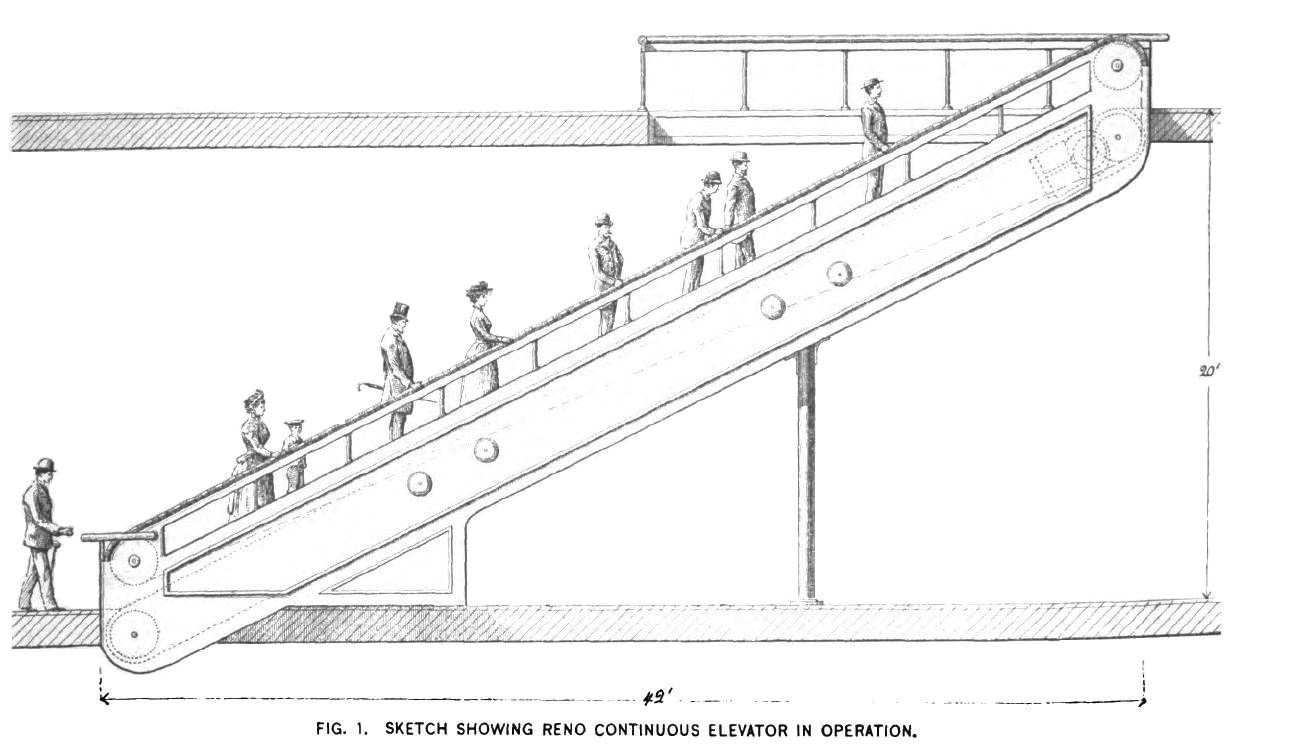
L'escalator de Reno.

- 15 mars : l'inventeur américain Jesse Wilford Reno dépose un brevet pour un escalier mécanique[16].
- 7 mai : Charles Frederick Cross (en), Edward John Bevan et Clayton Beadle déposent à Londres leur premier brevet sur une nouvelle substance issue de la cellulose, la viscose[17].
- 8 août : l'ingénieur français François Hennebique dépose un brevet sur l'utilisation du béton armé[18].

- 18 octobre : Graham Bell inaugure la première liaison téléphonique interurbaine entre New York et Chicago[19].
- 3 novembre : l'entrepreneur de pompes funèbres américain Herman Hollerith met en service le premier central téléphonique automatique au monde dans la ville de La Porte dans l'Indiana[20].
- 12 décembre : le chimiste français Henri Moissan présente à l'Académie des sciences son four électrique, permettant de réaliser la fusion d'éléments à plus de 2 000 °C[21].

- Le savant britannique Sir James Dewar invente la bouteille isotherme qui porte son nom (vase Dewar)[22].

## Publications
- Francis Galton : Finger Prints. Le physiologiste anglais met au point le système d'identification par les empreintes digitales.

## Prix
- Médailles de la Royal Society
  - Médaille Copley : Rudolf Virchow

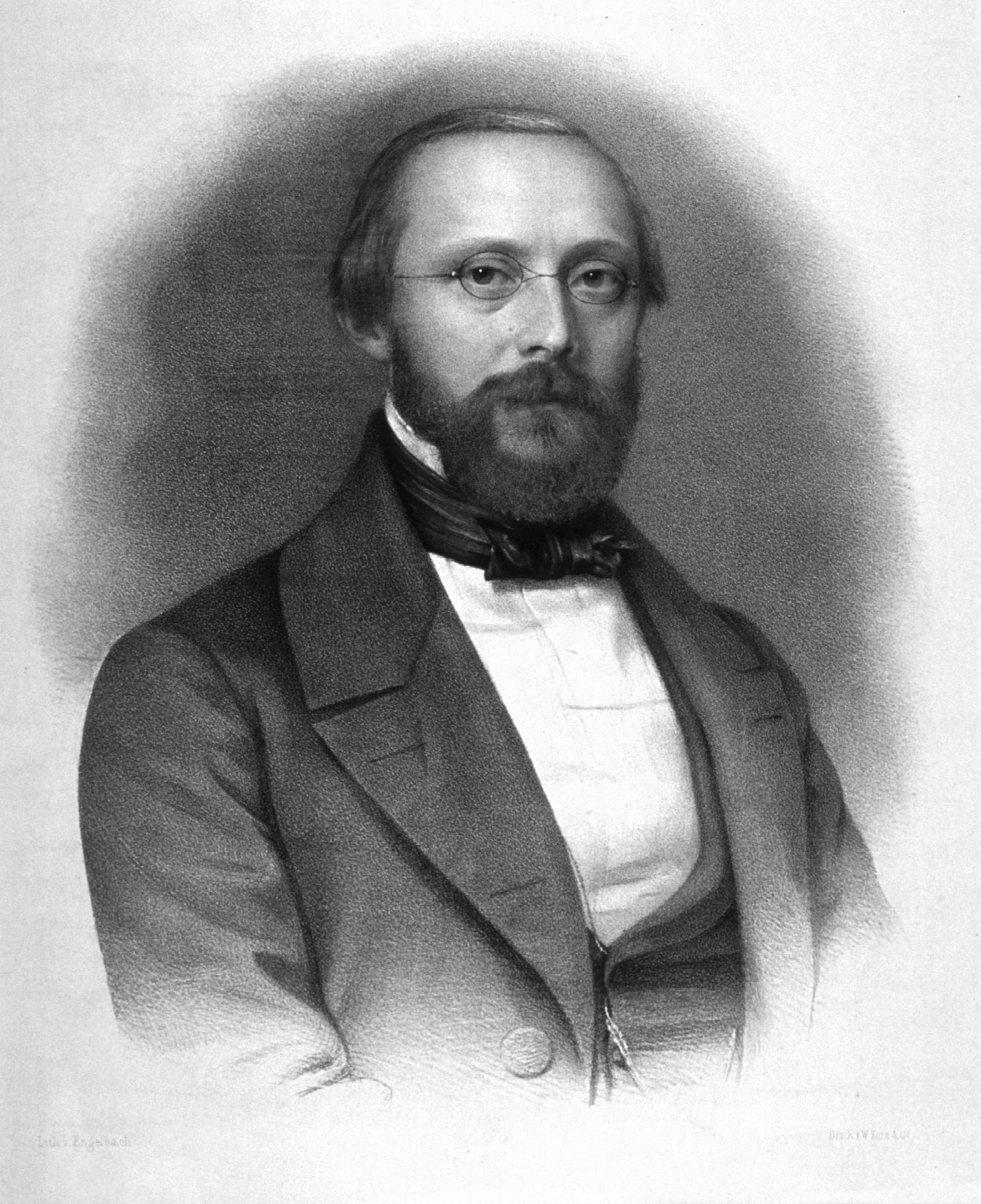
Rudolf Virchow

  - Médaille Darwin : Joseph Dalton Hooker
  - Médaille Davy : François-Marie Raoult
  - Médaille royale : Charles Pritchard, John Newport Langley
  - Médaille Rumford : Nils C Duner

- Médailles de la Geological Society of London
  - Médaille Lyell : George Highfield Morton (d)
  - Médaille Murchison : Alexander Henry Green
  - Médaille Wollaston : Ferdinand von Richthofen

- Médaille Linnéenne : Alfred Russel Wallace

## Naissances

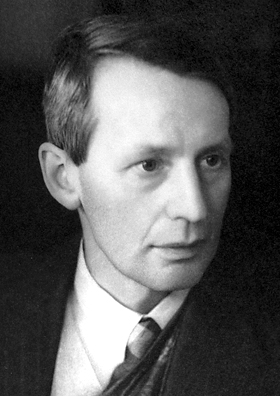
George Paget Thomson

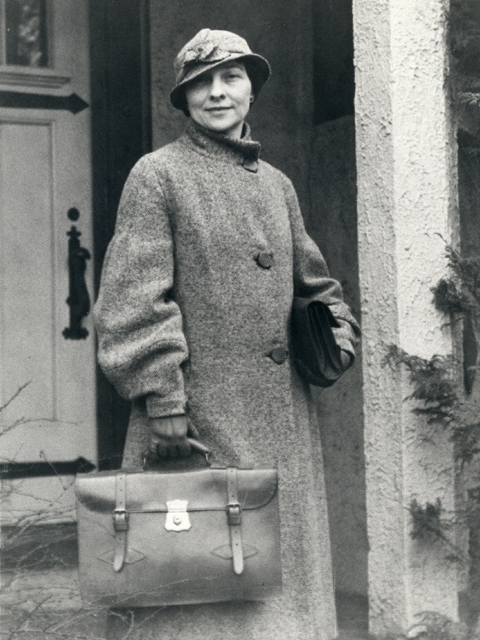
Elizebeth Friedman

- 2 février : Cuno Hoffmeister (mort en 1968), astronome allemand.
- 3 février : Juan Negrín (mort en 1956), physiologiste et homme politique espagnol.
- 8 février : Ludwig Ferdinand Clauss (mort en 1974), psychologue et anthropologue allemand.

- 28 mars : Elizabeth Adams, zoologiste, embryologiste américaine (morte le 15 février 1962)

- 4 avril : Karl Wilhelm Reinmuth (mort en 1979), astronome allemand.
- 14 avril : Vere Gordon Childe (mort en 1957), archéologue australien.
- 19 avril : Grigory Abramovich Shajn (mort en 1956), astronome russe.

- 2 mai : Pierre Daure, physicien français, à Mazamet (mort le 9 avril 1966 à Perpignan).
- 3 mai : George Paget Thomson (mort en 1975), physicien britannique, prix Nobel de physique en 1937.
- 5 mai : Dorothy Garrod (morte en 1968), archéologue et préhistorienne britannique.

- 25 juin : René Abrard (mort en 1973), géologue français.

- 5 juillet : Lauge Koch (mort en 1964), géologue et explorateur danois.
- 20 juillet : Louis Michon (mort en 1973), chirurgien français.
- 29 juillet : Walter Reppe (mort en 1969), chimiste allemand.

- 6 août : Simon Vatriquant (mort en 1966), compositeur belge de casse-tête numériques et logiques.
- 15 août : 
  - Louis de Broglie (mort en 1987), mathématicien et physicien français, prix Nobel de physique en 1929.
  - Kathleen Curtis (morte en 1994), mycologue et botaniste Néo-Zélandaise.
- 26 août : Elizebeth Friedman (morte en 1980), cryptanalyste et écrivaine américaine.
- 29 août : Alexandre Koyré (mort en 1964), philosophe et historien des sciences français d’origine russe.

- 2 septembre : Frank Wilcoxon (mort en 1965), statisticien et chimiste américain.
- 6 septembre : Edward Appleton (mort en 1965), physicien britannique, prix Nobel de physique en 1947.
- 10 septembre : Arthur Compton (mort en 1962), physicien américain, prix Nobel de physique en 1927.
- 22 septembre : Adriaan de Buck (mort en 1959), égyptologue néerlandais.

- 2 octobre : Reinhard Maack (mort en 1969), géologue et explorateur allemand.

- 1er novembre : Giacomo Fauser (mort en 1971), ingénieur et chimiste italien.
- 5 novembre : J.B.S. Haldane (mort en 1964), généticien britannique.
- 28 décembre : Alfred Irving Hallowell (mort en 1974), anthropologue américain.

## Décès

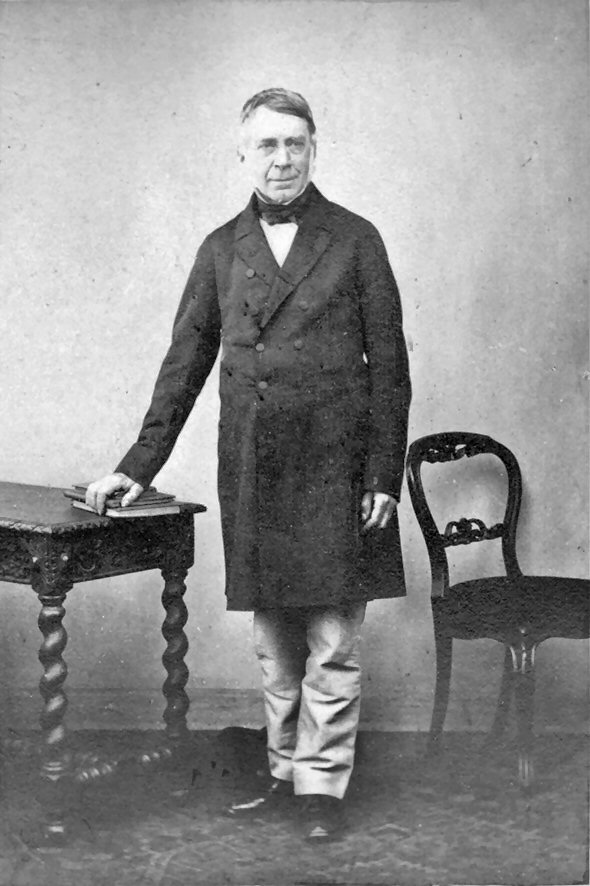
George Biddell Airy

- 2 janvier : George Biddell Airy (né en 1801), mathématicien, astronome et physicien britannique.
- 7 janvier : Ernst Wilhelm von Brücke (né en 1819), histologiste et physiologiste allemand.
- 12 janvier : Armand de Quatrefages (né en 1810), biologiste, zoologiste et anthropologue français.
- 21 janvier : John Couch Adams (né en 1819), mathématicien et astronome britannique.

- 16 février : Henry Walter Bates (né en 1825), entomologiste britannique.
- 20 février : Hermann Franz Moritz Kopp (né en 1817), chimiste et historien allemand.

- 9 mars : Gustave Charles Ferdinand de Bonstetten (né en 1816), archéologue suisse.
- 11 mars : Archibald Scott Couper (né en 1831), chimiste écossais.
- 21 mars : Annibale De Gasparis (né en 1819), astronome et mathématicien italien.

- 15 avril : Amelia Edwards (née en 1831), égyptologue britannique.

- 2 mai : Hermann Burmeister (né en 1807), zoologiste argentin, d'origine et prussienne.
- 5 mai : August Wilhelm von Hofmann (né en 1818), chimiste allemand.
- 30 mai : Lewis Morris Rutherfurd (né en 1816), homme de loi puis astronome américain.
- 25 juin : Amédée Mouchez (né en 1821), astronome, hydrographe et contre-amiral français.
- 28 juin : Auguste Castan (né en 1833), archéologue et historien français.

- 18 décembre : Sir Richard Owen (né en 1804), biologiste et paléontologue britannique, spécialiste en anatomie comparée.